# Marjorie Main
Marjorie Main (Boggstown, Indiana; 24 de febrero de 1890 - Los Ángeles, California; 10 de abril de 1975) fue una actriz cinematográfica estadounidense que trabajó principalmente para MGM, siendo quizás su papel más conocido el de Ma Kettle en una serie de diez filmes acerca de Ma and Pa Kettle.

## Primeros años y carrera
Su verdadero nombre era Mary Tomlinson, nació en Boggstown, Indiana, estudiando en el Franklin College de Franklin, Indiana. Sus padres eran Samuel J. Tomlinson, un clérigo, y Jennie L. McGaughey. Para evitar situaciones embarazosas a su padre, decidió cambiar su nombre por el artístico por el cual fue conocida.
Trabajó en el vodevil, en el circuito Chautauqua y en la compañía Orpheum, y debutó en Broadway en 1916. Su primer film fue A House Divided, en 1931.
Main empezó interpretando viudas de clase alta, pero finalmente fue encasillada en papeles de personajes dominantes, para lo cual su personal voz era perfecta. Repitió su papel teatral en Dead End en la versión cinematográfica de 1937, y a partir de entonces fue elegida de manera repetida para interpretar a madres de gánsteres. También versionó otro de sus papeles teatrales en Mujeres. Junto a Wallace Beery rodó seis películas en la década de 1940, entre ellas Barnacle Bill (1941), Jackass Mail (1942), y Bad Bascomb (1946). Además, fue Sonora Cassidy en The Harvey Girls (1945). 
Quizás su papel de mayor fama fue el de "Ma Kettle", el cual interpretó por primera vez en The Egg and I (El huevo y yo) en 1947 junto a Percy Kilbride, que encarnaba a "Pa Kettle". Fue nominada al Oscar a la mejor actriz de reparto por el papel, que interpretó en otros nueve títulos más.

## Vida personal y fallecimiento
Main se casó con Stanley LeFevre Krebs, que falleció en 1935. Sin embargo, tres autores, Boze Hadleigh, Axel Madsen, y Darwin Porter, han afirmado que Main era lesbiana.
Marjorie Main falleció a causa de un cáncer de pulmón en 1975 en Los Ángeles, California. Tenía 85 años de edad. Fue enterrada en el Cementerio Forest Lawn Memorial Park de Hollywood Hills.

## Teatro
- Salvation (1928)
- Scarlet Sister Mary (1930)
- Ebb Tide (1931)
- Music in the Air (1932)
- Jackson White (1935)
- Dead End (1935)
- The Women (1936)

## Filmografía seleccionada
| Cine       | Cine                                    | Cine                                                      | Cine                                                |
| Año        | Título                                  | Personaje                                                 | Observaciones                                       |
| ---------- | --------------------------------------- | --------------------------------------------------------- | --------------------------------------------------- |
| 1932       | Hot Saturday                            | Chismosa en la ventana                                    | No acreditada                                       |
| 1933       | New Deal Rhythm                         | Delegada de Arizona                                       | No acreditada                                       |
| 1934       | Music in the Air (Música en el aire)    | Anna                                                      |                                                     |
| 1937       | Stella Dallas                           | Mrs. Martin                                               |                                                     |
| 1938       | Test Pilot                              | Patrona                                                   |                                                     |
| 1938       | Three Comrades                          | Mujer al teléfono                                         | No acreditada                                       |
| 1938       | Girls' School                           | Miss Honore Armstrong                                     |                                                     |
| 1938       | Little Tough Guy                        | Mrs. Boylan                                               |                                                     |
| 1938       | Too Hot to Handle (Sucedió en China)    | Miss Kitty Wayne                                          |                                                     |
| 1939       | The Angels Wash Their Faces             | Mrs. Arkelian                                             |                                                     |
| 1939       | Another Thin Man                        | Mrs. Dolley, propietaria de los apartamentos Chesterfield |                                                     |
| 1939       | Mujeres                                 | Lucy                                                      |                                                     |
| 1940       | I Take This Woman (Esa mujer es mía)    | Gertie                                                    |                                                     |
| 1940       | Dark Command (Mando siniestro)          | Mrs. Cantrell                                             |                                                     |
| 1940       | Turnabout (Cocktail de celos)           | Nora – la cocinera                                        |                                                     |
| 1940       | Susana y Dios                           | Mary Maloney                                              | Otro título: The Gay Mrs. Trexel                    |
| 1941       | The Trial of Mary Dugan                 | Mrs. Collins                                              |                                                     |
| 1941       | Un rostro de mujer                      | Emma Kristiansdotter                                      |                                                     |
| 1941       | The Shepherd of the Hills               | Granny Becky                                              |                                                     |
| 1941       | Honky Tonk (Quiero a este hombre)       | Mrs. Varner                                               |                                                     |
| 1942       | The Bugle Sounds                        | Susie "Suz"                                               |                                                     |
| 1942       | The Affairs of Martha                   | Mrs. McKessic                                             |                                                     |
| 1942       | Tennessee Johnson                       | Mrs. Maude Fisher                                         | Otro título: The Man on America's Conscience        |
| 1943       | Heaven Can Wait (El diablo dijo no)     | Mrs. Strable                                              |                                                     |
| 1944       | Meet Me in St. Louis                    | Katie                                                     |                                                     |
| 1944       | Gentle Annie                            | Annie Goss                                                |                                                     |
| 1945       | Murder, He Says                         | Mamie Johnson                                             |                                                     |
| 1946       | The Harvey Girls (Las chicas de Harvey) | Sonora Cassidy                                            |                                                     |
| 1946       | Undercurrent                            | Lucy                                                      |                                                     |
| 1947       | The Wistful Widow of Wagon Gap          | Viuda Hawkins                                             | Otro título: The Wistful Widow                      |
| 1948       | Feudin', Fussin' and A-Fightin'         | Maribel Mathews                                           |                                                     |
| 1949       | Big Jack                                | Flapjack Kate                                             |                                                     |
| 1950       | Ma and Pa Kettle Go to Town             | Ma Kettle                                                 |                                                     |
| 1950       | Summer Stock                            | Esme                                                      | Otro título: If You Feel Like Singing               |
| 1950       | Mrs. O'Malley and Mr. Malone            | Harriet "Hattie" O'Malley                                 |                                                     |
| 1951       | Mr. Imperium                            | Mrs. Cabot                                                | Otro título: You Belong to My Heart                 |
| 1951       | Ma and Pa Kettle Back on the Farm       | Ma Kettle                                                 |                                                     |
| 1951       | It's a Big Country                      | Mrs. Wrenley                                              |                                                     |
| 1952       | The Belle of New York                   | Mrs. Phineas Hill                                         |                                                     |
| 1952       | Ma and Pa Kettle at the Fair            | Ma Kettle                                                 |                                                     |
| 1953       | Ma and Pa Kettle on Vacation            | Ma Kettle                                                 |                                                     |
| 1953       | Fast Company                            | Ma Parkson                                                |                                                     |
| 1954       | The Long, Long Trailer                  | Mrs. Hittaway                                             |                                                     |
| 1954       | Rose Marie                              | Lady Jane Dunstock                                        |                                                     |
| 1955       | Ma and Pa Kettle at Waikiki             | Ma Kettle                                                 |                                                     |
| 1956       | The Kettles in the Ozarks               | Ma Kettle                                                 |                                                     |
| 1956       | Friendly Persuasion                     | La viuda Hudspeth                                         | Nominada: Globo de Oro a la mejor actriz de reparto |
| 1957       | The Kettles on Old MacDonald's Farm     | Ma Kettle                                                 |                                                     |
| Televisión |                                         |                                                           |                                                     |
| Año        | Título                                  | Papel                                                     | Observaciones                                       |
| 1956       | December Bride                          | Como ella misma                                           | 1 episodio                                          |
| 1958       | Wagon Train                             | Cassie Tanner                                             | 2 episodios                                         |

## Premios y distinciones
Premios Óscar
| Año  | Categoría               | Película      | Resultado |
| ---- | ----------------------- | ------------- | --------- |
| 1948 | Mejor actriz de reparto | El huevo y yo | Nominada  |